# برند لابن
برند لابن (به آلمانی: Brand-Laaben) یک منطقهٔ مسکونی در اتریش است که در ناحیه زانکت پولتن-لاند واقع شده‌است. برند لابن ۱٬۱۹۶ نفر جمعیت دارد.